# Ramila marginella
Ramila marginella là một loài bướm đêm trong họ Crambidae.